# Ozdobnica Forsslunda
Ozdobnica Forsslunda (Formica forsslundi) – gatunek mrówki z rodzaju Formica i podrodzaju Coptoformica. Zamieszkuje torfowiska i wilgotne wrzosowiska Europy Północnej i Środkowej, Ałtaju, Mongolii i Tybetu. Nazwa gatunkowa honoruje szwedzkiego entomologa Karla-Hermana Forsslunda.

## Występowanie
Gatunek bardzo rzadki, o borealno-górskim zasięgu. W Polsce znany z kilku stanowisk – Rakowskiego Bagna, w obrębie Parku Krajobrazowego Lasy Janowskie, rezerwatu przyrody Słowińskie Błota, rezerwatu przyrody Mętne, Pojezierza Mazurskiego (okolice Jerzwałdu, Piotrkowa i rezerwatu Jezioro Jasne, Niziny Podlaskiej (okolice jeziora Moszne w Poleskim Parku Narodowym), rezerwatu Białe Ługi w Górach Świętokrzyskich.

## Morfologia
Odwłok i głowa ciemnobrązowe, w środkowej części jaśniejsza. Samce są barwy czarnej. Robotnice mają długość 4–6,5 mm. Loty godowe odbywa w lipcu.

## Biologia
Gniazdo zakładane jest przez tymczasowe pasożytnictwo społeczne, poprzez eliminację królowych (gatunku Formica candida) i przejęcie całej kolonii. Buduje gniazda w kępach torfowców.